# Ronda de clasificación de la Euroliga Femenina 2025-26
La ronda de clasificación de la Euroliga Femenina 2025-26 determinará los últimos cinco equipos de la temporada regular de la Euroliga Femenina 2025-26.

## Formato
Se juegan cinco playoffs, a doble partido (ida y vuelta), donde el equipo que sume más puntos entre los dos partidos se clasificará a la temporada regular.

## Sorteo
El sorteo tuvo lugar en Munich, Alemania, el 23 de julio de 2025.   Los equipos en negrita representan los que se clasificaron.
| Cabezas de serie                                                                                        | No cabezas de serie                                                    |
| --- | ---------------------------------------------------------------------- |
| Galatasary Cagdas Faktoring Tango Bourges Basket Casademont Zaragoza Umana Reyer Venezia DVTK HUN-Therm | Žabiny Brno AZS UMCS Lublin ACS Sepsi SIC Kibirkštis KKZ Crvena zvezda |

## Partidos
Los ganadores de cada uno de los enfrentamientos se clasifican a la temporada regular, mientras que los perdedores caerán a la EuroCup 2025-26. 
| Equipo 1                    | Agr. | Equipo 2          | Ida | Vuelta |
| --------------------------- | ---- | ----------------- | --- | ------ |
| Casademont Zaragoza         | —    | Žabiny Brno       | —   | —      |
| Umana Reyer Venezia         | —    | KKZ Crvena zvezda | —   | —      |
| Galatasary Cagdas Faktoring | —    | ACS Sepsi SIC     | —   | —      |
| DVTK HUN-Therm              | —    | AZS UMCS Lublin   | —   | —      |
| Tango Bourges Basket        | —    | Kibirkštis        | —   | —      |

Todos los horarios se muestran en la hora local.
| 18 de septiembre de 2025 | Žabiny Brno           | vs.                   | Casademont Zaragoza   | Brno                                    |  |
| 18:00                    | Parciales: –, –, –, – | Parciales: –, –, –, – | Parciales: –, –, –, – |                                         |  |
|                          |                       | Reporte               |                       | Pabellón: Starez Arena Vodova Árbitros: |  |

| 24 de septiembre de 2025 | Casademont Zaragoza   | vs.                   | Žabiny Brno           | Zaragoza                                     |  |
| 20:00                    | Parciales: –, –, –, – | Parciales: –, –, –, – | Parciales: –, –, –, – |                                              |  |
|                          |                       | Reporte               |                       | Pabellón: Pabellón Príncipe Felipe Árbitros: |  |

 gana la eliminatoria – 
| 17 de septiembre de 2025 | KKZ Crvena zvezda     | vs.                   | Umana Reyer Venezia   | Belgrado                          |  |
| 16:30                    | Parciales: –, –, –, – | Parciales: –, –, –, – | Parciales: –, –, –, – |                                   |  |
|                          |                       | Reporte               |                       | Pabellón: Železnik Hall Árbitros: |  |

| 24 de septiembre de 2025 | Umana Reyer Venezia   | vs.                   | KKZ Crvena zvezda     | Venecia                                 |  |
| 19:30                    | Parciales: –, –, –, – | Parciales: –, –, –, – | Parciales: –, –, –, – |                                         |  |
|                          |                       | Reporte               |                       | Pabellón: Palasport Taliercio Árbitros: |  |

 gana la eliminatoria – 
| 17 de septiembre de 2025 | ACS Sepsi SIC         | vs.                   | Galatasaray Cagas Faktoring | Sfântu Gheorghe                 |  |
| 19:00                    | Parciales: –, –, –, – | Parciales: –, –, –, – | Parciales: –, –, –, –       |                                 |  |
|                          |                       | Reporte               |                             | Pabellón: Sepsi Arena Árbitros: |  |

| 24 de septiembre de 2025 | Galatasaray Cagas Faktoring | vs.                   | ACS Sepsi SIC         | Estambul                                    |  |
| 20:00                    | Parciales: –, –, –, –       | Parciales: –, –, –, – | Parciales: –, –, –, – |                                             |  |
|                          |                             | Reporte               |                       | Pabellón: Sinan Erdem Spor Salonu Árbitros: |  |

 gana la eliminatoria – 
| 17 de septiembre de 2025 | AZS UMCS Lublin       | vs.                   | DVTK HUN-Therm        | Lublin                         |  |
| 18:00                    | Parciales: –, –, –, – | Parciales: –, –, –, – | Parciales: –, –, –, – |                                |  |
|                          |                       | Reporte               |                       | Pabellón: Hala MOSiR Árbitros: |  |

| 24 de septiembre de 2025 | DVTK HUN-Therm        | vs.                   | AZS UMCS Lublin       | Miskolc                        |  |
| 18.00                    | Parciales: –, –, –, – | Parciales: –, –, –, – | Parciales: –, –, –, – |                                |  |
|                          |                       | Reporte               |                       | Pabellón: DVTK Arena Árbitros: |  |

 gana la eliminatoria – 
| 18 de septiembre de 2025 | Vilniaus Kibirkštis   | vs.                   | Tango Bourges Basket  | Vilnius                                  |  |
| 19:00                    | Parciales: –, –, –, – | Parciales: –, –, –, – | Parciales: –, –, –, – |                                          |  |
|                          |                       | Reporte               |                       | Pabellón: Active Vilnius Arena Árbitros: |  |

| 24 de septiembre de 2025 | Tango Bourges Basket  | vs.                   | Vilniaus Kibirkštis   | Bourges                                        |  |
| 20:00                    | Parciales: –, –, –, – | Parciales: –, –, –, – | Parciales: –, –, –, – |                                                |  |
|                          |                       | Reporte               |                       | Pabellón: Palais des Sports du Prado Árbitros: |  |

 gana la eliminatoria – 